# Гришков, Константин Николаевич
Константин Николаевич Гришков (1861 — 1913) — русский военный педагог, генерал-майор, директор Хабаровского кадетского корпуса (1908—1913).

## Биография
В службу вступил в 1879 году после окончания Нижегородского кадетского корпуса. В 1881 году после окончания Константиновского военного училища произведён в  прапорщики и выпущен в Вологодский 18-й пехотный полк. В 1884 году произведён в подпоручики.
В 1887 году переведён в Главное управление военно-учебных заведений с назначением офицером-воспитателем Сибирского кадетского корпуса. В 1888 году произведён в поручики, в 1890 году  в штабс-капитаны, в 1892 году за отличие по службе в капитаны, в 1895 году  за отличие по службе в подполковники.
В  1899 году за отличие по службе произведён в полковники  и назначен первым ротным командиром  Одесского кадетского корпуса. В 1908 году за отличие по службе произведён в генерал-майоры и назначен директором Хабаровского графа Муравьёва-Амурского кадетского корпуса. По воспоминаниям кадет корпуса о генерале Гришкове: 

Высокого роста, с длинной, развевающейся бородой, он постоянно находился на территории, вникая во все вопросы жизни корпуса. Высокообразованный педагог, хороший организатор и командир, сам в прошлом кадет, он отлично понимал душу воспитанников. Его часто можно было видеть играющим с кадетами старших рот или организующим веселые игры малышей. К.Н. Гришков от природы был одарен могучим басом, голосом редкой красоты — низкой бархатной октавой. Большой любитель церковного пения, он пел с кадетами на клиросе в корпусной церкви и принимал участие в корпусных концертах
Умер 16 февраля 1913 года на рабочем месте от сердечного приступа.

## Награды
Был награждён всеми орденами Российской империи вплоть до ордена Святого Владимира 3-й степени высочайше пожалованного ему 30 июля 1911 года.